# Епархия Кэрэна

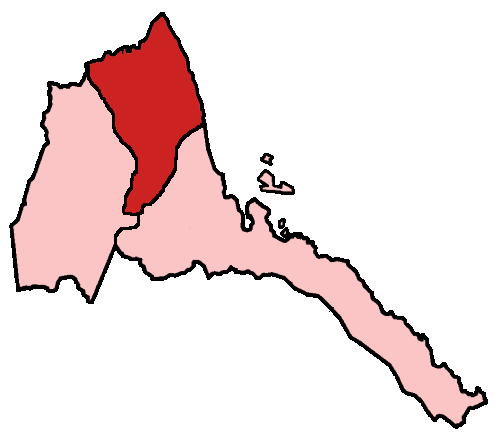
Карта епархии Кэрэна

Епархия Кэрэна (лат. Eparchia Kerensis) — епархия Эритрейской католической церкви с центром в городе Кэрэн, Эритрея. Епархия Кэрэна входит в митрополию Асмэры.

## История
21 декабря 1995 года Папа Римский Иоанн Павел II издал буллу «Communitates in orbe», которой учредил епархию Кэрэна, выделив её из епархии Асмэры (сегодня — архиепархия).

## Ординарии епархии
- епископ Тесфамариам Бедхо (21 декабря 1995 — 29 июля 2002);
- епископ Кидане Йебио (4 января 2003 — по настоящее время).